# Aeropuerto Vincent Fayks
El Aeropuerto Vincent Fayks  (en neerlandés: Vincent Fayks Vliegveld) (IATA:OEM, ICAO:SMPA) es el nombre que recibe un aeropuerto en Pepejoe cerca Paloemeu, en el país sudamericano de Surinam. El aeropuerto fue construido como parte de la Operación Saltamontes. Fue nombrado en honor del piloto polaco Vincent Fajks que se estrelló con su copiloto Ronald Kappel en su avión en el lugar en octubre de 1959, al tratar de entregar los materiales de construcción para el aeropuerto. Ambos recibieron un funeral de Estado en Paramaribo el 10 de octubre de 1959. Paloemeu es un destino selvático popular en el río Tapahony en Surinam con algunas instalaciones turísticas.